# Kowale (rejon postawski)
Kowale (biał. Кавалі; ros. Ковали) – wieś na Białorusi, w obwodzie witebskim, w rejonie postawskim, w sielsowiecie Kozłowszczyzna.

## Historia
W czasach zaborów w granicach Imperium Rosyjskiego.
W dwudziestoleciu międzywojennym wieś leżała w Polsce, w województwie wileńskim, w powiecie duniłowickim (od 1926 postawskim), w gminie Łuck (od 1927 gmina Kozłowszczyzna).
Według Powszechnego Spisu Ludności z 1921 roku zamieszkiwały tu 92 osoby, 79 było wyznania rzymskokatolickiego, 13 prawosławnego. Jednocześnie 87 mieszkańców zadeklarowało polską przynależność narodową, a 5 białoruska. Było tu 18 budynków mieszkalnych. W 1931 w 23 domach zamieszkiwało 109 osób.
Miejscowość należała do parafii rzymskokatolickiej w Mosarzu i prawosławnej w Osinogródku. Podlegała pod Sąd Grodzki w Duniłowiczach i Okręgowy w Wilnie; właściwy urząd pocztowy mieścił się w Kozłowszczyźnie.
Po agresji ZSRR na Polskę w 1939 roku wieś znalazła się pod okupacją sowiecką, w granicach BSRR. W latach 1941–1944 była pod okupacją niemiecką. Następnie leżała w BSRR. Od 1991 roku w Republice Białorusi.